# Валле-ди-Казиес
Ва́лле-ди-Кази́ес (итал. Valle di Casies), также Гзис (нем. Gsies) — коммуна в Италии, располагается в регионе Трентино — Альто-Адидже, в провинции Больцано.
Население составляет 2226 человек (2011), плотность населения составляет 21 чел./км². Занимает площадь 108 км². Почтовый индекс — 39035. Телефонный код — 0474.
Покровителем коммуны почитается святитель Мартин Турский, празднование 11 ноября

## Демография
По состоянию на 2011 год, 98,29 % жителей коммуны назвали родным языком немецкий, 1,62 % жителей — итальянский, 0,09 % — ладинский.
Динамика населения: